# Slayer (Fanzine)
Slayer ist ein norwegisches Fanzine, das sich mit der Musikrichtung Metal befasst. Autor und Herausgeber ist der norwegische Metal-Fan Jon „Metalion“ Kristiansen. Von 1985 bis zuletzt 2010 erschienen insgesamt zwanzig Ausgaben, zunächst in norwegischer Sprache und dann teilweise bzw. ab der fünften Ausgabe vollständig in englischer Sprache.

## Geschichte
Jon „Metalion“ Kristiansen veröffentlichte 1985 in Sarpsborg in Norwegen die erste Ausgabe des Slayer. Diese und die folgende waren komplett in Norwegisch und enthielten noch keine Interviews. Die Doppelausgabe 3/4, die sich vor allem mit Thrash Metal befasste, wurde teilweise und die Nummer 5 vollständig in Englisch herausgegeben. Die fünfte Ausgabe des Magazins beinhaltete unter anderem einen der ersten Berichte über die Band Mayhem.
Ab der sechsten Ausgabe wurden die Abstände zwischen den Veröffentlichungen immer größer, und das Slayer wandte sich zunehmend dem extremen Metal zu. Das von Rok (Sadistik Exekution) gezeichnete klassische Logo des Fanzines erschien zuerst auf dem Cover der siebten Ausgabe, der letzten in den 1980er-Jahren veröffentlichten.
In den 1990er-Jahren nahmen Black-Metal-Bands eine bedeutende Rolle im Slayer ein, ohne dass Metalion sich auf diese beschränkte. So veröffentlichte er in seinem Fanzine auch Interviews mit dem Industrial-Musiker Roger Karmanik (Brighter Death Now, Cold Meat Industry), Children of Bodom, metal-untypischen Bands wie Marilyn Manson und Faith No More und dem Misanthropic Luciferian Order, einem satanistischen Orden.
2008 wurde das Buch Metalion: The Slayer Diaries angekündigt, das Nachdrucke alter Ausgaben und unveröffentlichtes Material enthalten sollte. 2009 veröffentlichte der französische Camion-Blanc-Verlag die Ausgaben 1 bis 5 in Buchform mit französischen Übersetzungen durch Alexandra Maré. Allerdings wurde die Bildqualität beim Nachdruck erheblich verschlechtert, und auch die Übersetzungen sind als schlecht anzusehen: Zum Beispiel wurde Jeff Hannemans Aussage, das Ziel seiner Band Slayer bei ihrem zweiten Album Hell Awaits sei gewesen, aufzuzeigen, dass Slayer wie beispielsweise Metallica mit Ride the Lightning in der Position sei, ein zweites Album zu veröffentlichen, das besser als das Debüt sei, in der Übersetzung dahingehend verändert, dass die Band (angeblich) habe zeigen wollen, dass sie ein besseres zweites Album liefern könne als beispielsweise Metallica mit Ride the Lightning.
Im Jahr 2010 kündigte Metalion die zwanzigste Slayer-Ausgabe an, die zusammen mit einer Mini-LP von Morbid erscheinen und voraussichtlich die letzte sein sollte. Nuclear War Now! Productions teilte dazu im September 2010 mit, dass die Morbid-Mini-LP im Presswerk sei und die Slayer-Ausgabe wie ein Buch in einem harten Umschlag gebunden erscheinen solle. Im November 2010 wurde dann angekündigt, dass sowohl die Mini-LP als auch die Slayer-Ausgabe im Druck seien. Ende Dezember 2010 erfolgte die offizielle Veröffentlichung. Zum Fanzine erschienen außerdem ein T-Shirt und ein Kapuzenpullover. Die Erstauflage des Fanzines in Buchform mit Morbid-LP war bis Mitte Januar 2011 bei Nuclear War Now! Productions ausverkauft. 2011 erschien das Buch Metalion: The Slayer Mag Diaries.

## Bedeutung
Die Bedeutung des Fanzines gründet sich aus heutiger Sicht darauf, dass es neben dem finnischen Magazin Isten über einen vergleichsweise langen Zeitraum die Entwicklung des Black Metal begleitet und dokumentiert hat. Bedingt dadurch, dass Metalion zugleich Teil der Metal-Szene in Norwegen war, seien seine Erinnerungen „von unschätzbarem Wert“ für die Rekonstruktion der Entstehung und Entwicklung dieser Szene. Bekannte Musiker der Extreme-Metal-Szene wie Johan Edlund (Tiamat) oder Ola Lindgren (Grave) bezeichnen das Fanzine als einflussreichstes Printmedium der skandinavischen Metal-Szene der 1980er-Jahre. Das Slayer wird von Sachbuchautoren als renommierte Quelle angesehen und genutzt.